# Kedawung (Kroya)
Kedawung is een bestuurslaag in het regentschap Cilacap van de provincie Midden-Java, Indonesië. Kedawung telt 7732 inwoners (volkstelling 2010).